# Флаг Саратова
Флаг муниципального образования «Город Сара́тов» Саратовской области Российской Федерации — опознавательно-правовой знак, служащий официальным символом муниципального образования.
Ныне действующий флаг утверждён 18 ноября 1997 года и внесён в Государственный геральдический регистр Российской Федерации с присвоением регистрационного номера 213.
23 июня 1998, решением Саратовской городской Думы № 21-193, было утверждено положение о порядке использования официальных символов города Саратова.

## Описание
«Флаг города Саратова представляет собой прямоугольное белое полотнище, в нижней части которого на лицевой и оборотной сторонах горизонтально расположена полоса голубого цвета. Ширина голубой полосы равна 1/3 части общей ширины флага. В центре белой полосы располагается герб города Саратова. Герб имеет то же поле, что и нижняя полоса флага — голубое. Отношение ширины флага к его длине — 2:3».
Геральдическое описание герба гласит: «В лазоревом (синем, голубом) поле три серебряные стерляди головами к сердцу щита; нижняя стерлядь обращена спиной вправо» (геральдическая правая сторона располагается слева от зрителя).

## Обоснование символики
Флаг разработан на основе герба города Саратова, Высочайше утверждённого 23 августа (3 сентября) 1781 года. Описание герба гласит: «Город Саратов имеет старый герб: В голубом поле 3 стерляди, означающие великое сей страны изобилие таковыми рыбами…».

## История
Первый флаг города Саратова был утверждён 5 февраля 1997 года решением Саратовской городской Думы № 3-14. Описание флага гласило:

Флаг города Саратова представляет собой прямоугольное белое полотнище, в нижней части которого на лицевой и оборотной сторонах горизонтально расположены широкие полосы синего (бирюзового) и красного цвета. Ширина каждой цветной полосы равна 1/4 части общей ширины флага.
В центре белого полотнища расположен исторический герб города Саратова, утверждённый 23 августа 1781 года, увенчанный короной с выступающей из краёв Андреевской лентой голубого цвета.
Отношение ширины флага к его длине — 2:3.

28 мая 1997 года, решением Саратовской городской Думы № 5-52, было утверждено новое описание флага:

Флаг города Саратова представляет собой прямоугольное белое полотнище, в нижней части которого на лицевой и оборотной сторонах горизонтально расположены широкие полосы бирюзового и красного цвета. Ширина каждой цветной полосы равна 1/4 части общей ширины флага. В центре белой полосы располагается герб города Саратова. Отношение ширины флага к его длине — 2:3.

В этот же день, решением Саратовской городской Думы № 5-51, было изменено описание герба города Саратова:

Герб города Саратова представляет собой прямоугольный щит голубого цвета высотой 9 и шириной 8 модулей с волнообразным закруглением по нижней грани в виде фигурной скобки, обращённой заострением вниз. На нём изображены 3 серебряные стерляди: означающие «великое сей страны изобилие таковыми рыбами». Стерляди ориентированы от верхних углов щита и середины нижней грани головами к центру композиции, образуя собой греческую букву «ипсилон», символизирующую «выбор достойного пути на перекрестке жизненных дорог». Стерляди, расположенные в верхней части щита, изображены спинами друг к другу, а стерлядь, находящаяся в нижней части, изображена спиной к правой части щита.

18 ноября 1997 года, решением Саратовской городской Думы № 13-109, предыдущие решения были признаны утратившими силу и был утверждён новый, ныне действующий, флаг города Саратова.